# Listerióza ve Spojených státech amerických 2011
Listerióza ve Spojených státech amerických propukla ve formě epidemie během léta 2011. Potraviny kontaminované bakterií Listeria monocytogenes způsobily onemocnění ve dvaceti pěti státech Unie. Za původce byl označen cukrový meloun z coloradských Jensenových farem (Jensen Farms) se sídlem v Holly.
Konečná zpráva z 8. prosince 2011 uvedla, že zemřelo třicet osob a v dalších sto čtyřiceti šesti případech byla potvrzena nákaza. První případ byl diagnostikován 31. července téhož roku. Jedná se o druhou nejhorší epidemii ve Spojených státech pocházející z potravin od 70. let 20. století, kdy Centrum pro kontrolu nemocí a prevenci (Centers for Disease Control and Prevention) zahájilo systematická epidemiologická sledování. Těžší následky měla pouze kalifornská epidemie listeriózy pocházející ze sýra v roce 1985.

## Původ a šíření

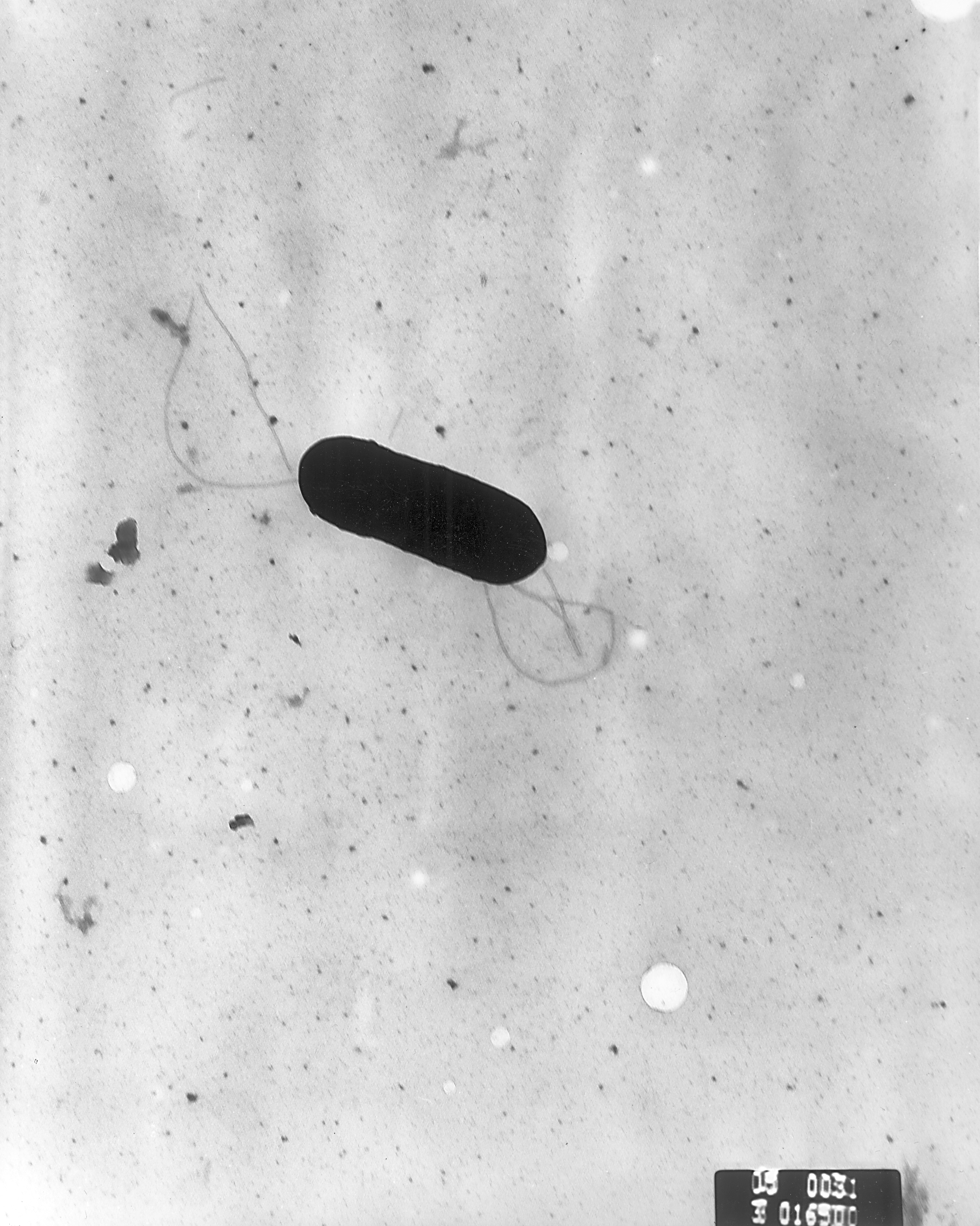
Listeria monocytogenes, grampozitivní tyčinka – původce listeriózy

Listerióza je infekční onemocnění vyvolané grampozitivní tyčkou Listeria monocytogenes. Za zdroj nákazy byla označena Jensenova farma v Holly poté, co se bakterii podařilo prokázat v řezech cukrového melounu denverského obchodu Jensen Farms a stejně tak i v balicí lince farmy. Cukrové melouny tohoto producenta byly expedovány do prodeje ještě v období po prvním diagnostikovaném případu, a to od 29. července do 10. září. Cílem se stalo 25 států Unie: Arkansas, Arizona, Kalifornie, Colorado, Idaho, Illinois, Kansas, Minnesota, Missouri, Montana, Nebraska, New Jersey, Nové Mexiko, New York, Severní Dakota, Ohio, Oklahoma, Pensylvánie, Jižní Dakota, Tennessee, Texas, Utah, Virginie a Wyoming.
První zprávu o šíření nemoci vydalo Centrum pro kontrolu nemocí a prevenci (CDC) 12. září, když uvedlo, že „se nakazilo patnáct lidí ve čtyřech státech“. 21. září pak CDC uvedlo, že počet zemřelých činí třináct osob a nakažených sedmdesát dva. Dále oznamovalo, že probíhá vyšetřování dalších zemřelých ve spojitosti s možnou příčinou smrti na listeriózu a že tato infekce „způsobuje onemocnění u starých lidí, těhotných a u osob s oslabenou imunitou“. Průměrný věk všech nakažených činil 78 let. Aktualizovanou zprávu vydalo CDC 30. září, v níž uvedlo, že počet potvrzených případů se k 29. září 2011 rovnal osmdesáti čtyřem osobám, počet zemřelých činil patnáct osob a dalších devatenáct podstupovalo vyšetření. 4. října CDC vydala prohlášení s počtem sto potvrzených případů ve dvaceti státech Unie a celkem osmnáct zemřelých. Epidemie se šířila do nových unijních států, když ve zprávě ze 7. října CDC informovala o sto devíti infikovaných ve dvaceti třech státech a  číslo mrtvých dosáhlo dvaceti jedna. 12. října pak CDC zveřejnila hodnoty sto šestnácti nakažených a dvaceti třech zemřelých.
Bakterie také může způsobit u žen potrat. První takový případ byl v souvislosti s listeriózou v roce 2011 hlášen na počátku října u gravidní žijící v Iowě. Těhotné ženy jsou sice informovány, aby se vyhýbaly například nepasterizovaným sýrům a hot dogům, jež představují potenciální zdroj listerie, ale mezi rizikovými potravinami v těchto varováních zmíněnými nebývá zahrnuto ovoce typu cukrový meloun.
Vyšetřování vládní agentury Správy potravin a léčiv zjistilo, že cukrový meloun byl kontaminován při sklizni čtyřmi kmeny Listerie monocytogenes, což bylo označeno za vzácný jev, přesto pokračovalo pátrání po příčině.
Žádný seznam prodejců infikovaných cukrových melounů nebyl zveřejněn, ani vládou, ani farmou, ačkoli poslední expedice proběhla 10. září a životnost ovoce v regálu prodejce činí čtrnáct dnů.

## Soudní proces
15. září 2011 začal první soudní proces proti Jensenově farmě, když jej zažaloval postižený (spolu s manželkou), který se nakazil kontaminovaným melounem a několik týdnů strávil hospitalizací ve zdravotnickém zařízení. Kromě toho manželský pár podal žalobu na Wal-Mart v Colorado Springs za prodej nebezpečných potravin, když v tomto řetězci koupil závadné ovoce.